# Жирмунти
Жирмунти (пољ. Żyrmunty, Żermunty, Żyrmuntowie; рус. Жирмунты) су били средњовековно западнословенско племе које је било део племенског савеза Лужичких Срба (једно од три племенска савеза Полапских Словена), заједно са Далеминцима, Сорбима, Лужичанима, Милчанима, Нишанима, Суселцима и другим племенима.
У другој половини првог миленијума, Жирмунти су насељавали област окружену рекама Модла и Солава у делу њихових ушћа у Лабу на територији данашње немачке државе Саксоније. Земље северно од Жирмунта насељавали су Моричани, на истоку и југоистоку Нижићи, на југоистоку Суселци, и на југу Нелетићи, подручја насељена германским племенима била су на западу преко реке Солаве.
Почетком 10. века Жирмунте су заједно са осталим племенима Лужичких Срба покорили Немци.